# Jiří Tondl

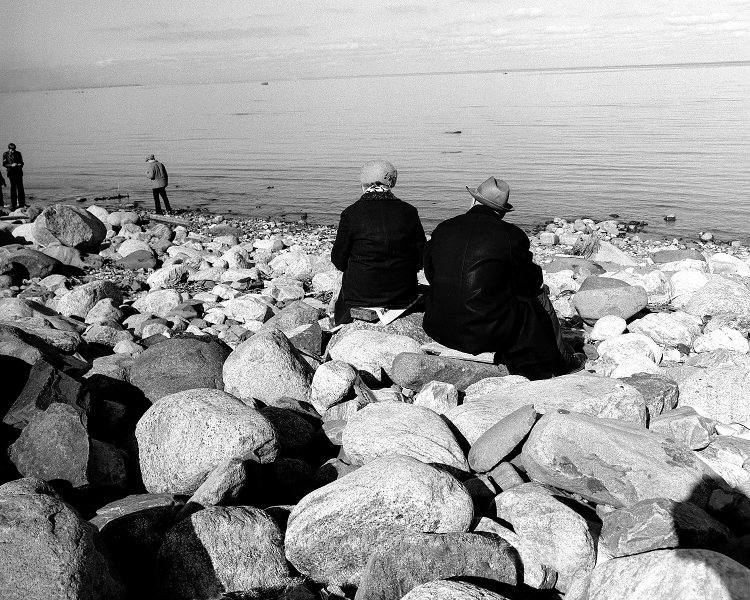
SSSR, Leningrad, 70. léta

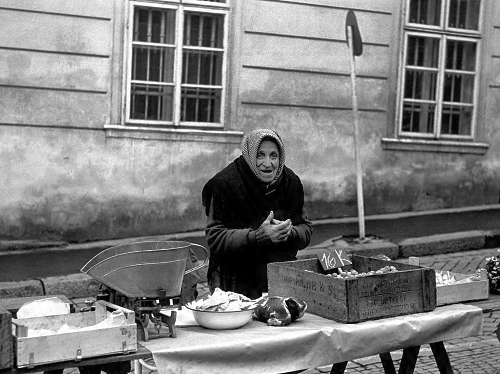
Brno, Zelný trh, Trhovkyně, 1972

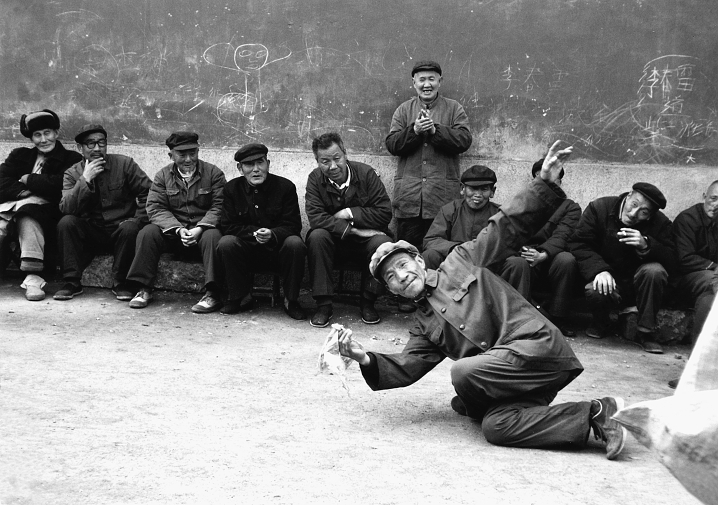
Vypravěč, Čína, 1987

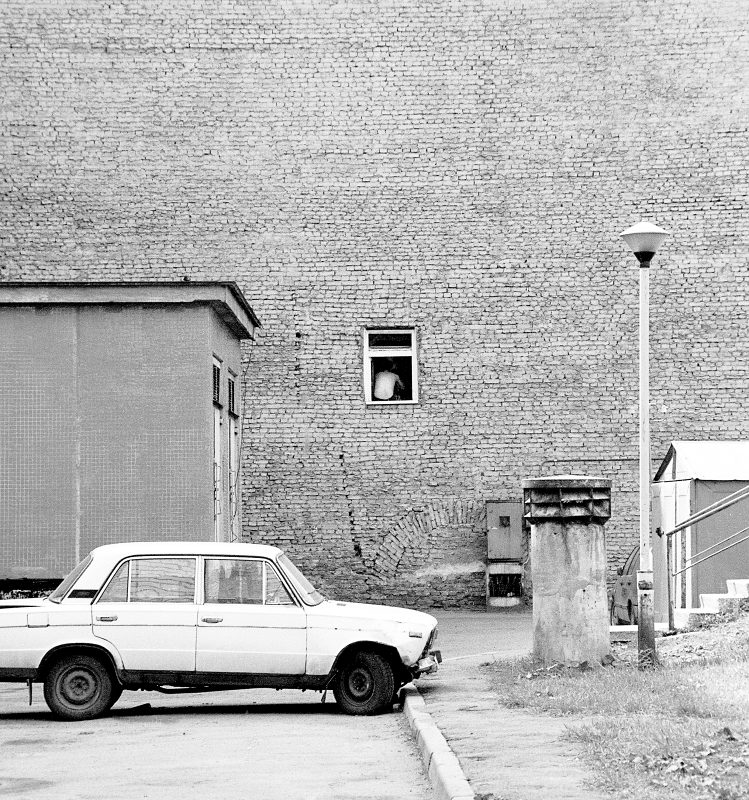
Rusko, Sankt Petěrburg v roce 2002

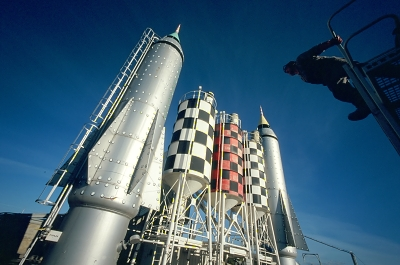
Betonárka v Čechách a la Bajkonur

Jiří Tondl (* 19. ledna 1950, Zruč nad Sázavou) je český fotograf žijící v Praze. Od roku 1993 působí jako fotograf na volné noze. Převážnou část své tvorby zasvětil dokumentární fotografii, street photography a fotožurnalistice a po přechodu na digitální fotografii se začal věnovat i dalším druhům fotografie. V roce 1998 byl přijat do Asociace profesionálních fotografů České republiky, kde od roku 2017 působí v její dozorčí radě. Vystavoval na mnoha autorských i společných výstavách v České republice, v Evropě a v USA. Jeho práce jsou zastoupeny v řadě sbírek a publikovány v knihách v České republice i v zahraničí.

## Život
Jiří Tondl pochází ze středního Posázaví. Zde vznikaly v 60. letech 20. století jeho první fotografie. Na fotografii ho zajímal jak samotný tvůrčí proces výběrem záběru, tak i jeho komponování v obrazovém poli fotografického hledáčku a následné fotochemické zpracování od negativu až po výsledný pozitiv s možností tento proces různými způsoby ovlivňovat. K fotografické tvorbě přistoupil jako zanícený samouk, využívající ke svému sebevzdělávání tehdy sporadicky vydávanou odbornou literaturu a specializovaná periodika. K nim patřil měsíčník Československá fotografie. Po prvním "ochutnání" tvůrčího úspěchu v 16 letech na výstavě fotografií v roce 1966 v Kutné Hoře byl vybídnut, aby se stal členem Svazu českých fotografů (SČF). Po příchodu do Brna, kde jako vyučený dřevomodelář začal studovat Střední průmyslovou školu slévárenskou, se seznámil se studenty oboru fotografie Střední uměleckoprůmyslové školy (Suřky). Na jejím foto oddělení vyučoval známý brněnský pedagog a fotograf Karel Otto Hrubý. Sblížil se zejména s Bohumilem Prokůpkem. V roce 1971 se Jiří Tondl zúčastnil soutěže SČF Juniorfoto Teplice, kde získal v kategorii do 26 let bronzovou jehlici. Své fotografie publikoval v brněnském i celostátním tisku. To rozhodlo o jeho dalším směrování k novinařině a fotožurnalistice. Před maturitou se mu náhodně dostala do rukou informace o možnosti studia v zahraničí. Při přijímacích zkouškách uspěl a získal stipendium ke studiu na fakultě žurnalistiky Leningradské státní univerzity. V rámci studia (1972–1977) se specializoval na fotografii a vytvořil obsáhlý archiv dokumentárních fotografií o životě města v 70. letech 20. století, který částečně využil i pro svou diplomovou práci. Ty nejcennější záběry však zůstaly z pochopitelných důvodů pouze v autorově archivu. Už při vysokoškolském studiu působil jako externí spolupracovník foto oddělení ČTK. Po návratu do Prahy se krátce věnoval agenturní novinařině a v roce 1979 absolvoval povinnou roční vojenskou službu. Pobyt v armádě využil k vytvoření poměrně unikátního souboru fotografií o „záklaďácích“ a armádním životě v období tzv. studené války. V dalších letech pokračoval v mapování navštívených míst jak doma, tak i v zahraničí formou „street photography“, ať už během své práce jako tlumočník v Libyi nebo při svém působení na velvyslanectví v Číně (1985–1990). Čínský soubor Mizející Peking je další autorovou rozsáhlou prací, v němž mají své místo mimo jiné i cenné fotografie z událostí na náměstí Tchien-an men v roce 1989. Po svém návratu do ČR obnovil své členství ve SČF a následně byl přijat do APF ČR. Založil agenturu Prague Photo Agency a věnoval se fotografickým zakázkám i volné tvorbě, ve které se zaměřil na mapování proměn Prahy, člověka a krajinu z rodného Posázaví. S příchodem digitální techniky začal rozšiřovat své portfolio o další fotografické žánry např. fine art photography, abstraktní digitálně manipulované fotografie, portréty a akty. I když prvoplánově neupřednostňuje obesílání výstav a soutěží, obdržel řadu ocenění doma i v zahraničí. Od roku 1990 své fotografie vystavuje samostatně i v rámci kolektivních výstav. Jeho fotografie jsou zastoupeny v prestižních souborech sběratelských tisků vydávaných Asociací profesionálních fotografů - s názvem Almanachy APF. Pravidelně věnuje fotografie do dárcovských aukcí Nadace Leontinka, která podporuje nevidomé děti.

## Zastoupení ve sbírkách
- Moravská galerie, Brno[3]

- Muzeum fotografie a moderních obrazových médií, o. p. s.
- Institut umění, San Francisco, USA
- Galerie Kalifornské státní univerzity, Chico, USA
- Muzeum Čáslav
- The Lumiere Brothers Center for Photography, Moskva
- Muzeum fotografie Karla Bully, Petrohrad
- Czech Photo Centre
- soukromé sbírky
- Almanach II a III Asociace profesionálních fotografů ČR[4]

## Výstavy

### Samostatné
- 1999 – Tchien-an men 1989, koleje 17. listopadu, Praha, 1999-04-07
- 2000 – Peking v obrazech, OKD Vltavská Praha, 2000-04 -02
- 2000 – Čína, Festival Jeden svět, Člověk v tísni - 2. ročník, Praha Václavské náměstí,2000-03-27
- 2000 – Obrazy z Pekingu, Výstavní síň FOMA, Hradec Králové, 2000-05-15
- 2001 – Život mezi paláci a chu-tchungy, Městské muzeum Čáslav
- 2002 – Praha na prahu 21. století, Městské muzeum Čáslav
- 2003 – Návraty. Za oponou oslav, Ruské kulturní středisko Bratislava, Slovensko
- 2003 – St. Petersburg (Leningrad) under Brezhnev and under Putin (1972-77 and 2002), CSU Chico California, USA[5]
- 2004 – St. Petersburg, 300 anniversaries of the city, The Art Institute of California, San Francisco, USA
- 2005 – Praha neznámá. Institut klinické a experimentální mediciny Praha
- 2006 – Magická příroda. OC Novodvorská plaza, Praha
- 2008 – Život mezi paláci a chu-tchungy, Amnesty International, Brno
- 2015 – The Lumiere Brothers Center for Photography, Moskva, RU[6][7]
- 2018 - Salon fotografie Karla Bully, Sankt Petěrburg[8]

### Společné
- 2000 – Praha - kulturní dědictví. Italský kulturní institut, APF ČR, Bologna, Praha
- 2003 – Individuality v dokumentu. APF ČR. Národní muzeum fotografie Jindřichův Hradec
- 2006 – Czech pes photo. Dům fotografie Josefa Sudka, Praha
- 2008 – Dnešní Žižkov. SČF, Galerie Krásova, Praha 3
- 2008 – Jeden den České republiky, SVU Mánes, dále Brno, Karlovy Vary, Ostrava[9]
- 2008 – Výběr. APF ČR, SVU Mánes, Praha, Interkamera, Brno, Galerie Vsetín
- 2010 – Přítomnost Braníka a jeho proměny. SČF, Galerie SČF Praha
- 2016 – Detail 26 x. APF ČR, Galerie Deset, Praha, Galerie Chrášť, Galerie Českých bratří, Mladá Boleslav
- 2018 – The World Through My Eyes. The Pollux Awards, The Gallery Valid Foto, Barcelona
- 2018 – Tělo jako znak. APF ČR, Czech Photo Centre, Praha
- 2018 – Proměny Prahy. SČF, Staroměstská radnice, Praha

## Ocenění
- 1998 – Praha fotografická, 2. místo v kategorii Lidé v Praze a uznání v kategorii Problémy Prahy[10]
- 1999 – 1. cena Fotografie Magazín č.3, kategorie Rodina
- 2001 – 1st Annual International Color Awards, nominace v kategorie Fine Art, People a Architecture - profesionální fotografové;
- 2003 – Praha fotografická, ocenění v kategorii Krásy Prahy
- 2004 – 4th Annual Photography Masters Cup, čestné uznání v kategorii Silhouette a nominace v kategorii Abstract - profesionální fotografové;
- 2006 – Praha fotografická, ocenění v kategorii Neobvyklé pohledy
- 2007 – Czech Press Photo, 2. cena v kategorii Český venkov vypsané agenturou ISIFA
- 2009 – Federace evropských profesionálních fotografů, 3. cena v kategorii Pictorial
- 2016 – 10th Annual International Color Awards, nominace v kategorii Portrait - profesionální fotografové;
- 2016 – 11th Black & White Spider Awards, nominace v kategoriích Abstract a kategorie Nature - profesionální fotografové;
- 2017 – 11th Annual International Color Awards, nominace v kategoriích Food, Children a People - profesionální fotografové;
- 2017 – 12th Black & White Spider Awards, nominace v kategoriích Architecture a Fine Art - profesionální fotografové;
- 2018 - 13th Black & White Spider Awards, 3. místo v kategorii Abstract, čestné uznání v kategorii Nude a nominace v kategorií Children - profesionální fotografové;
- 2017 – 10. Pollux Award Competition, finálová účast v kategorie Street photography[11]

## Články, stati, kritiky o autorovi
- MICHAJLOV Vadim. Leningradský chodec. Sanktpetěrburské vědomosti, 18. září 2018[12]

- STAHLICH Rudolf. Peking - výběr z tvorby autora, Foto - video č. 8, 2008[13]
- AVANESIAN Garik. Jiří Tondl, Photo Art, Praha 2006 č. 3
- STAHLICH Rudolf. Profil Jiřího Tondla. Jak se fotí Rusko, Foto - video č. 3, 2006[14]
- SHAMOVIAN Sarkis. Peter’s city then and now, Chico News and Review, 2003-05-15
- POMICHAL Ľudo. Nezvyčajné petrohradské návraty, Deník SME, 2003-06-25
- PACOVSKÁ Edita. Milovat, Grafika.cz, Fotografovani.cz 2002-09-27
- HEJZLAR Josef. Zmizelý Peking, text do knihy, Praha 2001
- BLAŽEK VOJTĚCH. Zručský fotograf nahlédl do života Číny. Mladá Fronta DNES. 2001-07-28
- PACOVSKÁ Edita. Povolání: Prodavač cvrčků, Grafika.cz, 2000-04-28[15]
- PRACHAŘ František. Dřív než ze starých časů zůstane jen ozvěna, Nedělní BLESK, 2000-05-21
- ŠMOKOVÁ Věra. Obrazy z Pekingu, text do katalogu, Praha 2000
- MATĚJŮ Věra. Jiří Tondl. Fotografie magazín č. 6, Praha 1999
- PACOVSKÁ Edita. Okamžiky před masakrem, Grafika.cz, 1999-04-23

## Publikace vlastní nebo se zastoupením prací autora
- KOZLÍK Vladimír, LHOTÁK Zdeněk. Tělo jako znak. APF ČR, 2018, 48 s. ISBN 978-80-904772-1-6[16]
- TONDL Jiří. EARLY WORKS 1965 - 1972 Blurb, Fine Art Photography, 92 s., 2016, 33 x 28 cm, ISBN 978-1-3678-9408-2
- NEUBERT Jan, LHOTÁK Zdeněk. Detail 27 x. APF ČR, 2015, 25 s. ISBN 978-80-904772-0-9
- TONDL Jiří. PRAGUE AT THE END OF 20.th CENTURYBlurb, Fine Art Photography, 148 s. 25 x 20 cm, 2010
- KOLEKTIV AUTORŮ. Photojournale Connections Across A Human Planet, Blurb pro Photojournale.com, 130 s., 2009, ISBN 978-2-8399-0593-0
- MATĚJŮ Věra. Česká krajina. katalog SČF, 123 s., 2009.
- TONDL Jiří. FotoVideo. Madona a kovbojové. Rozhovor s fotografem H.M. Schreiberem, FotoVideo, 10/2008
- KOLEKTIV AUTORŮ. JEDEN DEN ČESKÉ REPUBLIKY. Frey s.r.o., 246 s., 2008, ISBN 978-80-254-0496-6[17][18]
- НИКИТИН Владимир. Конец столетия. Метаморфозы бытия. Ленинград-Петербург. Фотоальбом. 220 c. СПб, Лимбус Пресс, 2008, ISBN 978-5-8370-0542-8
- Prof. VOJTĚCHOVSKÝ, PhDr. MATĚJŮ. VÝBĚR. APF ČR, 74 s., 2007, ISBN 80-902629-8-8[19]
- FISCHER Viktor, DVOŘÁKOVÁ Alena. INDIVIDUALITY v dokumentu. APF ČR. 20 s., 2003, ISBN 80-902629-6-1
- НИКИТИН Владимир. Оптимизм памяти. Ленинград 1970-х. Фотоальбом. 256 c. СПб, Лимбус Пресс, 2000, ISBN 978-5-8370-0018-8
- KIRSCHNER, MATĚJKOVÁ. PRAHA - kulturní dědictví. Italský kulturní institut, APF ČR, 38 s., 2000, ISBN 80-902629-3-7
- TONDL Jiří, autoři textu: HEZLAR Jaroslav, Šmoková Věra PEKING, autorský katalog k výstavě, 38 s., 2000. [20]

## Galerie

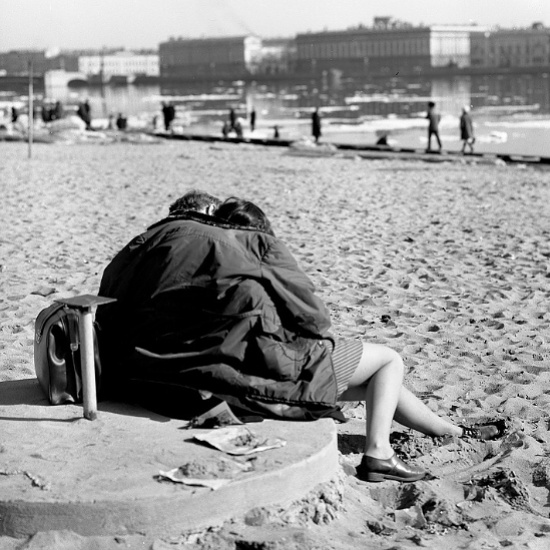
Milenci u Něvy
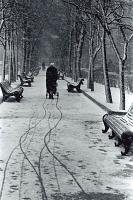
SSSR, Leningrad, 1976
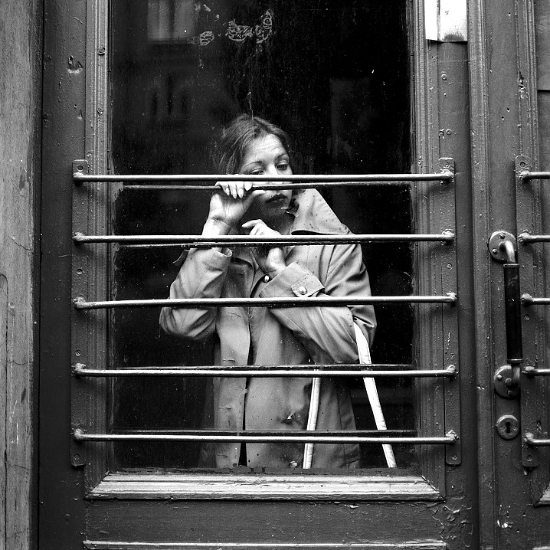
Smutná dáma
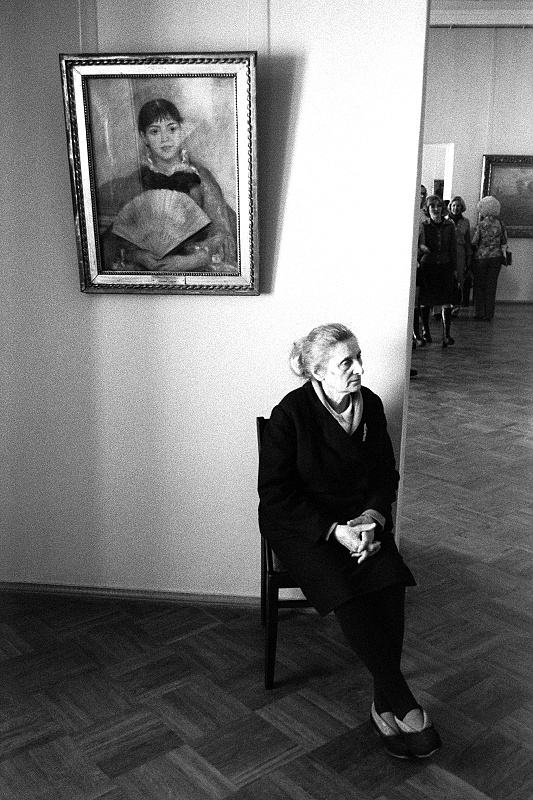
Ermitáž, 1975
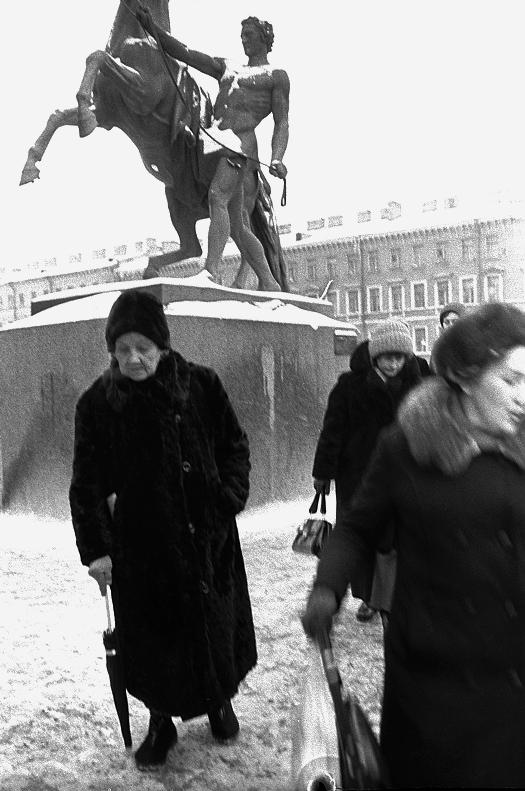
Leningrad, 70. léta
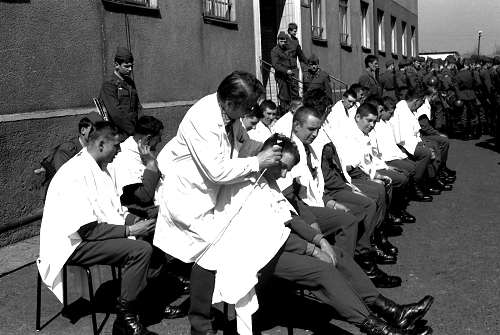
Československo, 70. léta, nástup do armády
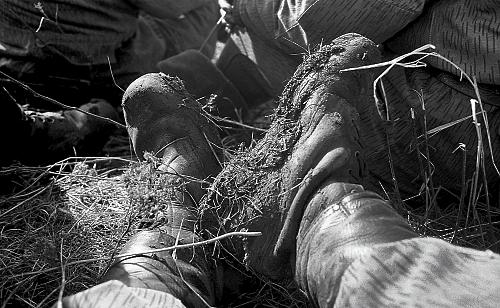
Československo, 70. léta, Armádní cvičení
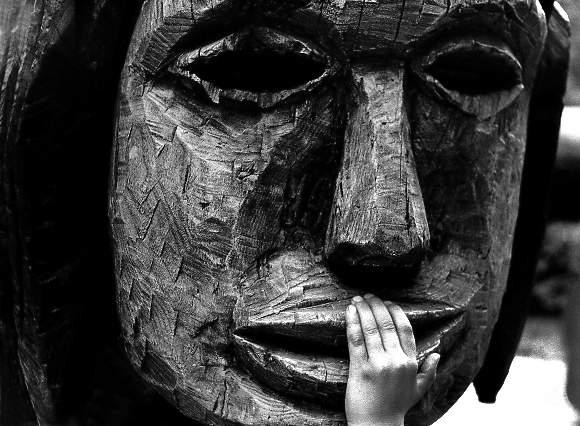
Silencium
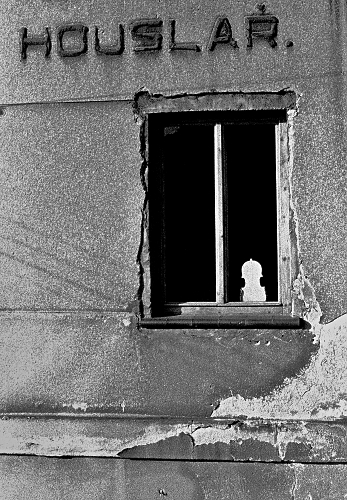
Houslař, Mladá Boleslav, 1971
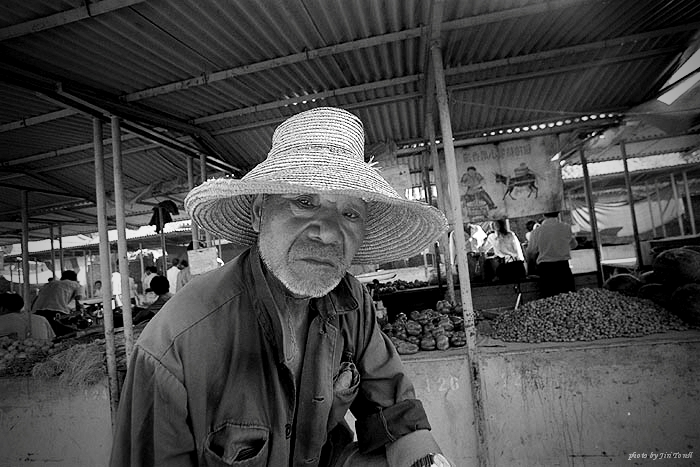
Zmizelá Čína, trhovec, 1988
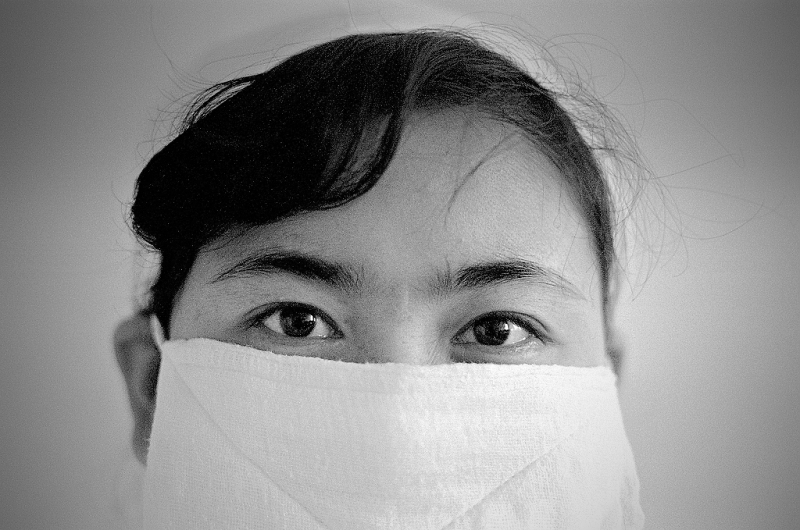
Zdravotní sestra, Čína, 1988
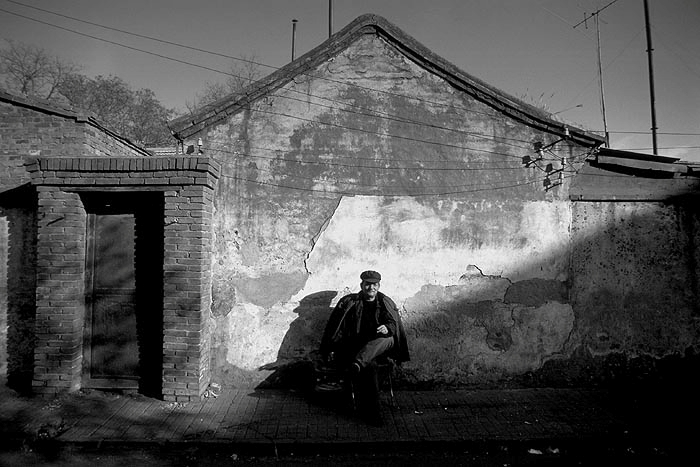
Hutong, Čína, 1987
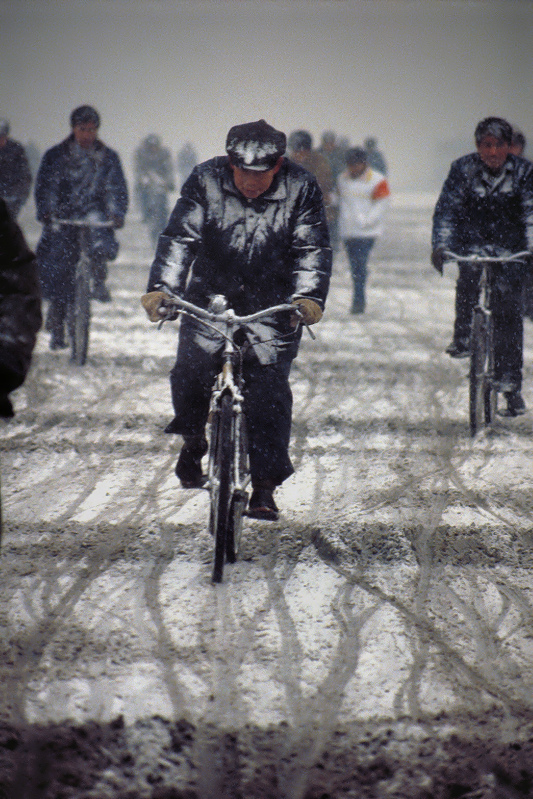
Zima v Pekingu, 1989
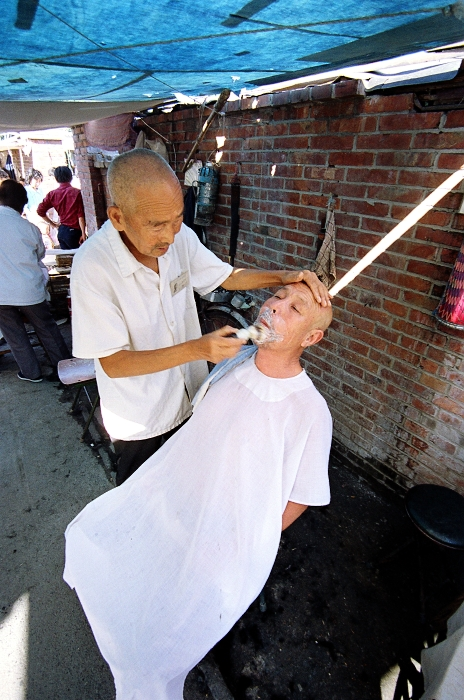
ČLR, Zmizelý Peking, 1987
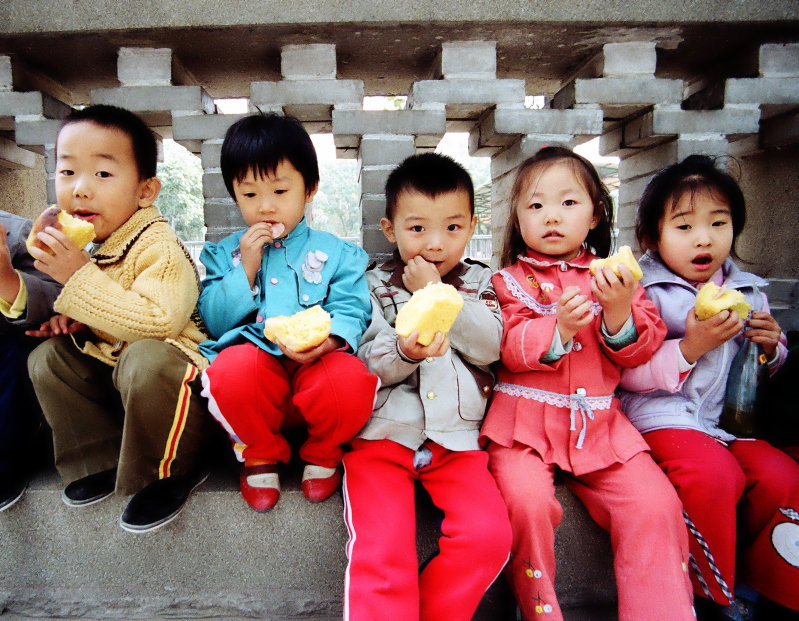
Čínské děti, 1987
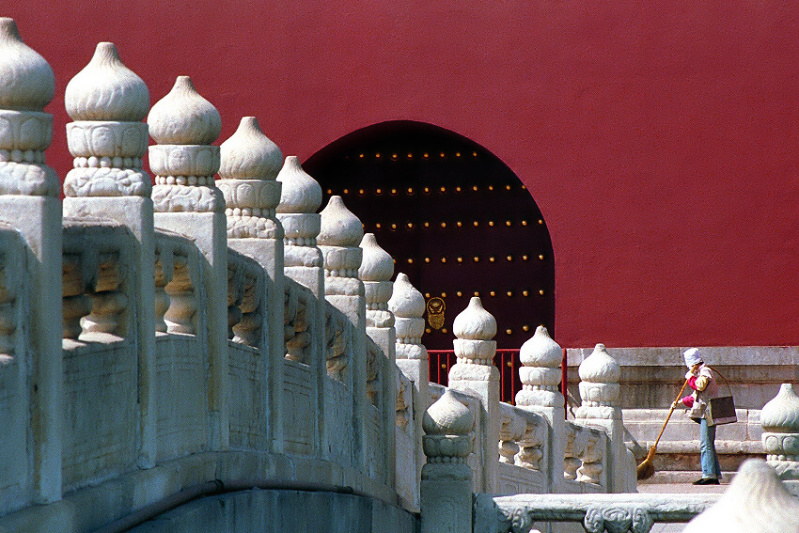
Beijing, Čína, 1988
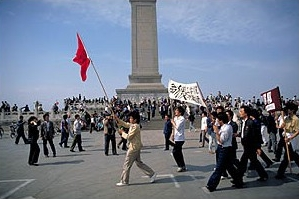
Události na náměstí Tian an men, Čína, 1989
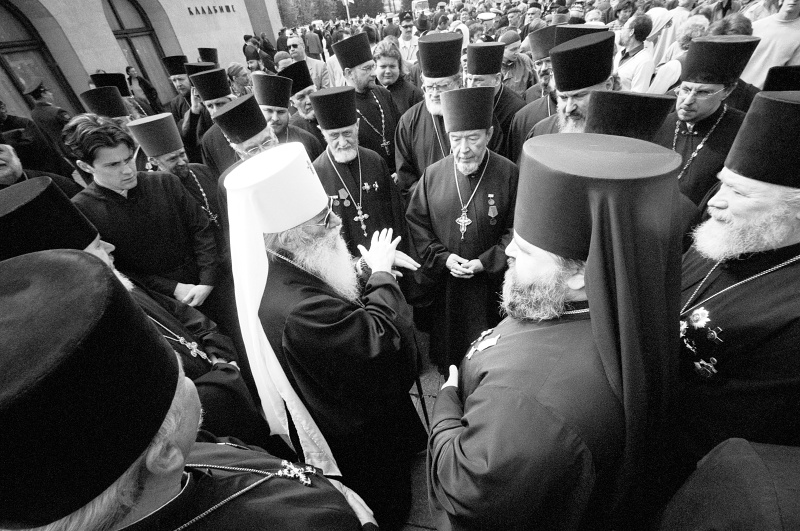
Rusko, Sankt Petěrburg, 2002
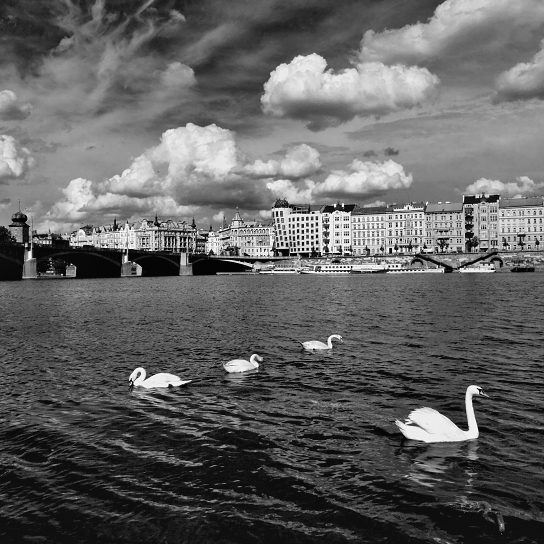
Praha, Tančící dům a Vltava
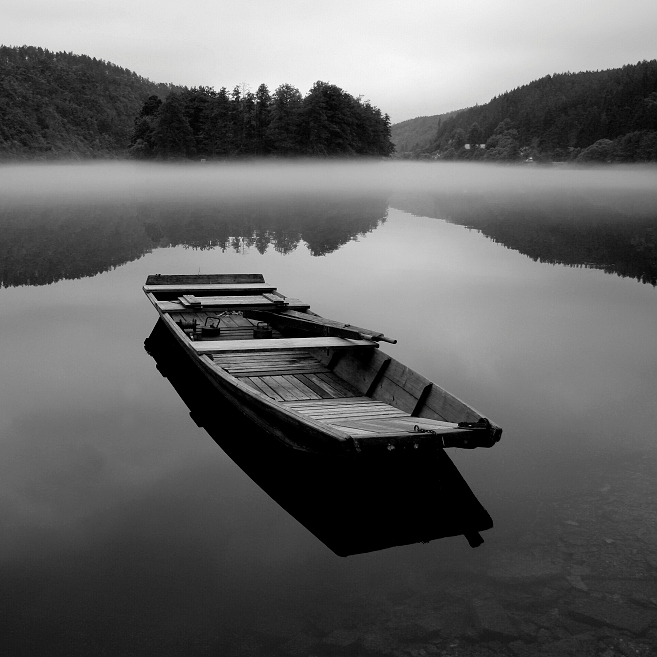
Na soutoku Vltavy se Sázavou